# Colombier (Allier)
Pour les articles homonymes, voir Colombier.
Colombier est une commune française située dans le département de l'Allier, en région Auvergne-Rhône-Alpes.

## Géographie
L'Œil traverse la commune, en coulant du sud-est au nord-ouest, et passe à quelques centaines de mètres au nord du bourg.
La ligne de chemin de fer de Gannat à Montluçon, portion de la liaison Lyon - Bordeaux via Limoges, traverse également la commune, presque parallèlement au cours de l'Œil, à environ 300 m au nord de celui-ci.

### Climat
Pour des articles plus généraux, voir Climat d'Auvergne-Rhône-Alpes et Climat de l'Allier.
En 2010, le climat de la commune est de type climat océanique dégradé des plaines du Centre et du Nord, selon une étude du CNRS s'appuyant sur une série de données couvrant la période 1971-2000. En 2020, Météo-France publie une typologie des climats de la France métropolitaine dans laquelle la commune est exposée à un climat de montagne ou de marges de montagne et est dans la région climatique Ouest et nord-ouest du Massif Central, caractérisée par une pluviométrie annuelle de 900 à 1 500 mm, maximale en automne et en hiver.
Pour la période 1971-2000, la température annuelle moyenne est de 10,3 °C, avec une amplitude thermique annuelle de 15,2 °C. Le cumul annuel moyen de précipitations est de 811 mm, avec 11 jours de précipitations en janvier et 7,4 jours en juillet. Pour la période 1991-2020, la température moyenne annuelle observée sur la station météorologique de Météo-France la plus proche, sur la commune de Durdat-Larequille à 7 km à vol d'oiseau, est de 11,0 °C et le cumul annuel moyen de précipitations est de 879,1 mm,. Pour l'avenir, les paramètres climatiques de la commune estimés pour 2050 selon différents scénarios d'émission de gaz à effet de serre sont consultables sur un site dédié publié par Météo-France en novembre 2022.

## Urbanisme

### Typologie
Au 1er janvier 2024, Colombier est catégorisée commune rurale à habitat dispersé, selon la nouvelle grille communale de densité à 7 niveaux définie par l'Insee en 2022.
Elle est située hors unité urbaine. Par ailleurs la commune fait partie de l'aire d'attraction de Montluçon, dont elle est une commune de la couronne,. Cette aire, qui regroupe 58 communes, est catégorisée dans les aires de 50 000 à moins de 200 000 habitants,.

### Occupation des sols

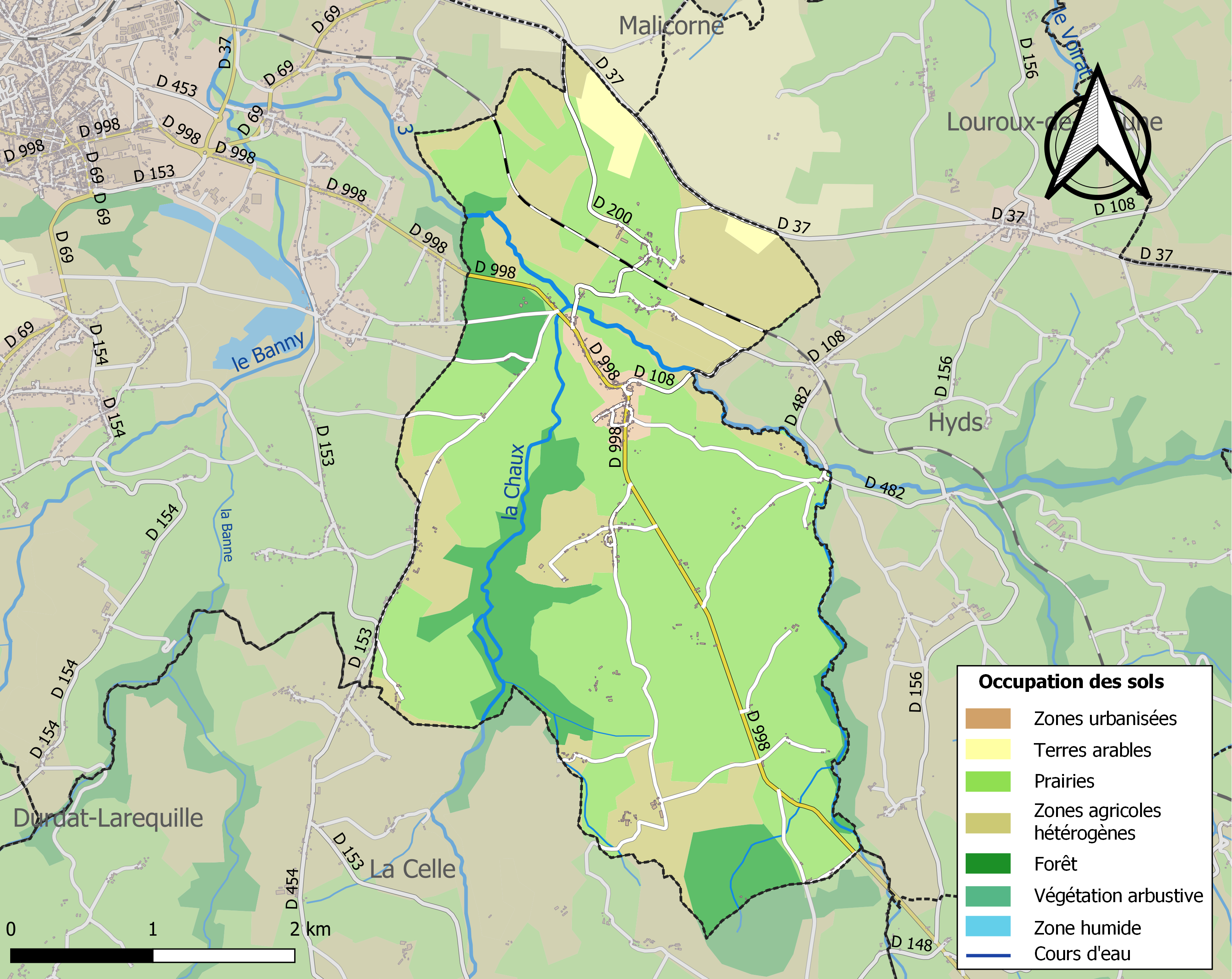
Carte des infrastructures et de l'occupation des sols de la commune en 2018 (CLC).

L'occupation des sols de la commune, telle qu'elle ressort de la base de données européenne d’occupation biophysique des sols Corine Land Cover (CLC), est marquée par l'importance des territoires agricoles (84,2 % en 2018), en diminution par rapport à 1990 (85,1 %). La répartition détaillée en 2018 est la suivante : 
prairies (58,4 %), zones agricoles hétérogènes (24 %), forêts (13,8 %), zones urbanisées (2 %), terres arables (1,8 %).
L'IGN met par ailleurs à disposition un outil en ligne permettant de comparer l’évolution dans le temps de l’occupation des sols de la commune (ou de territoires à des échelles différentes). Plusieurs époques sont accessibles sous forme de cartes ou photos aériennes : la carte de Cassini (XVIIIe siècle), la carte d'état-major (1820-1866) et la période actuelle (1950 à aujourd'hui).

## Histoire
Des traces d'occupation gauloise et gallo-romaine se trouvent à la fontaine Saint-Patrocle, où subsistent des restes d'un ancien captage constitué d'un puits de madriers, comme sur le site de Voingt.
Le nom de saint Patrocle est associé à la paroisse de Colombier, à son église, construite pour abriter sa dépouille, et à la fontaine qui porte son nom et qu'il aurait fait jaillir miraculeusement. Le culte de saint Patrocle était marqué par un pèlerinage qui a duré jusque vers 1970.
Pendant la répression de janvier et février 1894, la police y effectue des perquisitions visant les anarchistes qui y résident, sans réel succès,,. 

## Politique et administration
| Période                                  | Période                   | Identité               | Étiquette | Qualité                            |
| ---------------------------------------- | ------------------------- | ---------------------- | --------- | ---------------------------------- |
| Les données manquantes sont à compléter. |                           |                        |           |                                    |
| 1820                                     | 1863                      | Gilbert Aupetit-Durand |           |                                    |
| mars 2001                                | mars 2014                 | Gilles Boulicot        |           |                                    |
| mars 2014                                | En cours (au 6 juin 2020) | Jocelyne Bizebarre     | DVD       | Agent technique Réélue en mai 2020 |

## Population et société

### Démographie
L'évolution du nombre d'habitants est connue à travers les recensements de la population effectués dans la commune depuis 1793. Pour les communes de moins de 10 000 habitants, une enquête de recensement portant sur toute la population est réalisée tous les cinq ans, les populations de référence des années intermédiaires étant quant à elles estimées par interpolation ou extrapolation. Pour la commune, le premier recensement exhaustif entrant dans le cadre du nouveau dispositif a été réalisé en 2008.

En 2022, la commune comptait 328 habitants, en évolution de −1,2 % par rapport à 2016 (Allier : −1,38 %, France hors Mayotte : +2,11 %).
| 1793 | 1800 | 1806 | 1821 | 1831 | 1836 | 1841 | 1846 | 1851 |
| ---- | ---- | ---- | ---- | ---- | ---- | ---- | ---- | ---- |
| 612  | 416  | 442  | 418  | 645  | 624  | 631  | 655  | 686  |

| 1856 | 1861 | 1866 | 1872 | 1876 | 1881 | 1886  | 1891 | 1896 |
| ---- | ---- | ---- | ---- | ---- | ---- | ----- | ---- | ---- |
| 711  | 735  | 757  | 787  | 930  | 955  | 1 005 | 948  | 905  |

| 1901 | 1906 | 1911 | 1921 | 1926 | 1931 | 1936 | 1946 | 1954 |
| ---- | ---- | ---- | ---- | ---- | ---- | ---- | ---- | ---- |
| 830  | 743  | 698  | 602  | 558  | 580  | 504  | 460  | 470  |

| 1962 | 1968 | 1975 | 1982 | 1990 | 1999 | 2006 | 2008 | 2013 |
| ---- | ---- | ---- | ---- | ---- | ---- | ---- | ---- | ---- |
| 460  | 436  | 361  | 346  | 331  | 312  | 311  | 311  | 329  |

| 2018 | 2022 | - | - | - | - | - | - | - |
| ---- | ---- | - | - | - | - | - | - | - |
| 331  | 328  | - | - | - | - | - | - | - |

## Culture locale et patrimoine

### Lieux et monuments
- Église Saint-Patrocle, possédant un portail polylobé du début de la période gothique. La construction de l’église prieurale a débuté au XIe siècle, des transformations furent exécutées aux XIIe et XIIIe siècles notamment. Le clocher élevé sur la croisée du transept est du XIIe siècle. Cet édifice roman est composé d’une nef de cinq travées, flanquée de bas-côtés, et d’un transept saillant, avec une absidiole ouvrant sur chaque bras. Le chœur à chevet plat date du XVe siècle ; la sacristie qui le prolonge est du XIXe siècle.
- Prieuré de Saint-Patrocle de Colombier[21], reconstruit au XIIe siècle accolé à l'église, donné à l'abbaye de Saint-Martin d'Autun en 924[22], propriété confirmée en 1164, par une bulle du pape Alexandre III, alors réfugié en France[23]. Revendu au prieuré clunisien de Souvigny, au XIIe siècle.
- Fontaine de Saint-Patrocle des Xe et XIIe siècles. Vasques de granit. Cette source, qui devait faire l'objet d'un culte dès avant la période chrétienne, avait la réputation de guérir de maux divers et de favoriser le mariage des jeunes filles[24], qui devaient pour cela tremper leur pied droit deux fois dans le dernier bassin. La légende rapporte que Patrocle de Bourges, manquant d’eau lorsqu’il construisit le monastère, lança un marteau de telle force qu’il retomba à près de 300 mètres en créant la source.
- Croix de chemin de Lapeyrouse.
- Croix de chemin de Commentry.

### Personnalités liées à la commune
- Patrocle de Bourges, honoré sous le vocable de saint Patrocle.